# (4920) Громов
(4920) Громов (лат. Gromov) — типичный астероид главного пояса, открыт 8 августа 1978 года советским астрономом Николаем Черных в Крымской астрофизической обсерватории и 2 апреля 1999 года назван в честь советского лётчика, военачальника и спортсмена Михаила Громова.

## Обнаружение и именование
(4920) Громов
Открыт 8 августа 1978 года в Научном Н. С. Черных.
Назван в память об известном русском пилоте Михаиле Михайловиче Громове (1899—1985), установившем мировой рекорд по дальним перелётам в 1934 году, когда его самолёт пролетел более 12 000 километров. В 1937 году вместе с А. Юмашевым и С. Данилиным совершил беспосадочный перелёт из Москвы через Северный полюс в Соединённые Штаты. Был первым русским пилотом, получившим медаль де Лаво Международной федерации аэронавтики. Громов также испытал большое количество новых самолётов. Основатель Государственного исследовательского центра России “Лётно-исследовательский институт”, ныне названного в его честь.
Оригинальный текст (англ.)4920 Gromov
Discovered 1978 Aug. 8 by N. S. Chernykh at the Crimean Astrophysical Observatory.
Named in memory of Mikhail Mikhajlovich Gromov (1899—1985), well-known Russian pilot who set the world record for long-distance flight in 1934 when his aircraft flew more than 12 000 kilometers. In 1937, together with A. Yumashev and S. Danilin, he completed a nonstop flight from Moscow, over the North Pole, to the United States. He was the first Russian pilot to win the de Lawo medal of the Federation Aeronautique Internationale. Gromov also tested a great number of new aircraft. He was the founder of the State Research Center of Russia “Flying Research Institute”, now named for him.
Источники: 19990402/MPCPages.arc; M.P.C. 34340.

## Орбита

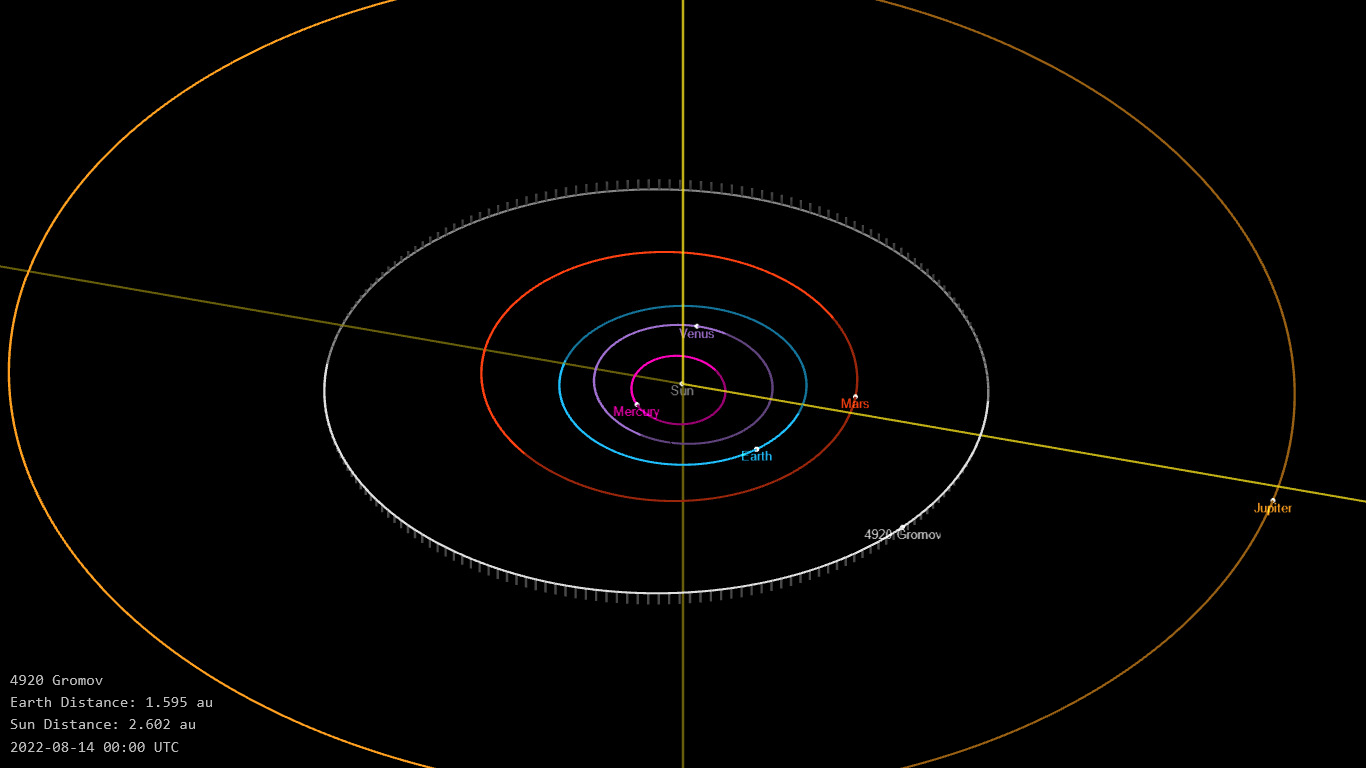
Орбита астероида Громов и его положение в Солнечной системе

## Физические характеристики
Астероид относится к таксономическому классу L.
По результатам наблюдений системы телескопов панорамного обзора и быстрого реагирования Pan-STARRS, наблюдений системы последнего оповещения о столкновении астероида с Землей ATLAS и наблюдений космического телескопа оптического диапазона Gaia абсолютная звёздная величина астероида сначала оценивалась равной 13,37±0,31m, позже — 12,93±0,030m и 13,30±0,212m, 12,58±0,50m.